# Branche de la Rivière Hâtée
La Branche de la Rivière Hâtée est un affluent de la rive sud-est de la rivière Hâtée laquelle coule vers le nord-est jusqu'au littoral sud-est de l'estuaire du Saint-Laurent.
La Branche de la Rivière Hâtée coule entièrement dans la ville de Rimouski, dans la municipalité régionale de comté (MRC) de Rimouski-Neigette, dans la région administrative du Bas-Saint-Laurent, au Québec, au Canada.

## Hydrographie
La branche de la rivière hâtée prend sa source de ruisseaux agricoles du côté nord du chemin du 3e Rang du Bic, dans Rimouski. Cette source est située à 2,8 km au sud-est du littoral sud-est de l'estuaire du Saint-Laurent, à 4,7 km à l'est du centre du village Le Bic et à 3,7 km au nord-est du centre du village de Saint-Valérien.
À partir de sa source, la Branche de la rivière Hâtée coule sur 6,5 km, selon les segments suivants :
- 2,1 km vers l'ouest, puis vers le nord, jusqu'au pont de l'autoroute 20 ;
- 0,9 km vers le nord, jusqu'à la confluence d'un ruisseau (venant du nord-est) ;
- 2,3 km vers le nord-ouest, en serpentant jusqu'à la route 132 ;
- 1,2 km vers l'ouest, jusqu'à sa confluence.

La Branche de la rivière Hâtée se déverse sur la rive sud-est de la rivière Hâtée, à 0,5 km en amont du pont de la route Santerre, qui enjambe la petite baie située à la confluence de la rivière Hâtée.

## Toponymie
Le toponyme « Branche de la rivière Hâtée » a été officialisé le 21 octobre 1993 à la Commission de toponymie du Québec